# Patty Pravo

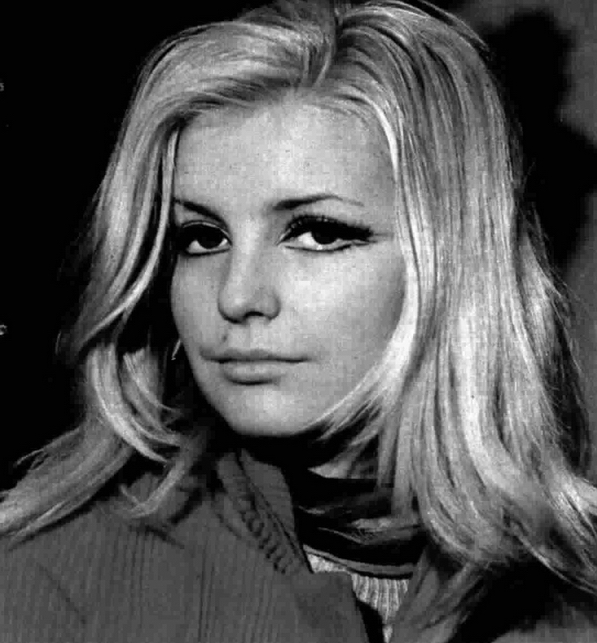
Patty Pravo v roce 1970

Patty Pravo, rodným jménem Nicoletta Strambelli, (* 9. dubna 1948 v Benátkách), je italská zpěvačka. Patří mezi nejprodávanější italské zpěváky. S jejími nahrávkami se prodalo zhruba 110 miliónů desek.

## Životopis
Nicoletta Strambelli se narodila do chudé rodiny a později vyrůstala u své babičky. Od raného dětství se věnovala tanci a hře na klavír v Teatro la Fenice di Venezia. Od deseti let studovala na konzervatoři Benedetta Marcella, kde se čtyři roky věnovala také studiu dirigování.
V roce 1962 utekla do Říma, kde později v nočním klubu Piper Club upoutala pozornost jeho zakladatele, producenta a vyhledávače talentů Alberiga Crocetty. Zde začala používat umělecké jméno Patty Pravo (příjmení Pravo podle citátu z Dantova Pekla: „guai a voi anime prave“), ale také si vysloužila přezdívku La ragazza del Piper (Dívka Piper).
Je bezdětná, přestože byla pětkrát vdaná.

## Kariéra
V roce 1966 natočila první singl Ragazzo triste / The Pied Piper a ještě téhož roku s písní Ragazzo triste (což je coververze písně But You're Mine Sonny Bona) vystoupila v televizi. Tohoto singlu se prodalo přes 200 000 kopií. V následujících letech natočila řadu velmi úspěšných písní: La bambola, Gli occhi dell'amore a Sentimento (1968), Il paradiso (1969), La spada nel cuore a Tutt'al più (1970), Pazza idea (1973), Tutto il mondo è casa mia (1977), Pensiero stupendo (1978) a vydala 13 úspěšných studiových alb. Osmdesátá léta pro ni představovala ústup ze slávy. Až v roce 1994 na turné v Číně natočila album Ideogrammi. V roce 1997 vydala úspěšné album Bye, bye Patty s hitem ...E dimmi che non vuoi morire.
Během kariéry vystřídala celou plejádu nahrávacích firem, protože se snažila o maximální nezávislost a prosazovala vlastní pohled na svou tvorbu. Podobně byla osobitá a nekonvenční i v osobním životě, což bylo velmi často probíráno v bulvárním tisku.
Zúčastnila se desetkrát soutěže na Festivalu Sanremo (naposledy 2019), kde získala třikrát cenu kritiků. Na přehlídce Festivalbar se představila dvanáctkrát

### PíseňLa bambola
Píseň napsali Ruggero Cini, Franco Migliacci a Bruno Zambrini. Nazpívat ji ale odmítla řada zpěváků jako Caterina Caselli, Little Tony, Gianni Morandi, Gigliola Cinquetti a The Rokes. Ani Patty Pravo nechtěla tuto píseň natočit a natočila ji až na nátlak nahrávací společnosti. Byla to první čistě italská písnička, kterou Pravo nazpívala. Před tím točila pouze coververze anglických originálů.
Po velkém úspěchu písně ji převzala řada zpěváků do repertoáru (např. Dalida). Také coververze ve španělštině byly úspěšné. Sama Patty Pravo natočila coververzi La bambola 2008 ke čtyřicátému výročí písně.

## Diskografie
V letech 1967–2019 vydala 27 studiových, 4 živá a 65 kompilačních alb a 54 singlů.

### Odezva v Československu
Z písní Patty Pravo se v československém rozhlase poměrně často hrála La bambola. Jedinou oficiální českou coververzí písně z jejího repertoáru je píseň Polož tu růži natočená Helenou Blehárovou s textem Vladimíra Fialy v roce 1969, italsky Se c'è l'amore z roku 1968. Existuje audionahrávka české verze písně La bambola, kterou pod původním názvem s českým textem neznámého autora natočila v roce 1971 Jana Matysová.